# 2000 en Finlande
Chronologie de la Finlande
- 1996
- 1997
- 1998
- 1999
- 2000
- 2001
- 2002
- 2003
- 2004

Cette page concerne les évènements survenus en 2000 en Finlande  :

## Évènement
- Épidémie liée au BCG (en).
- 16 janvier-6 février : Élection présidentielle
- 1er mars : Entrée en vigueur de la Constitution finlandaise

## Sport
- Championnat de Finlande de football 2000
- Championnat de Finlande de hockey sur glace 1999-2000
- Championnat de Finlande de hockey sur glace 2000-2001
- 11 mars : Organisation de l'épreuve relais homme des championnats du monde de biathlon à Lahti.
- 13-21 mai : Organisation des championnats d'Europe de boxe amateur à Tampere.
- 28 juin-9 juillet : Organisation des championnats d'Europe de natation à Helsinki.
- 15 septembre-1er octobre : Participation de la Finlande aux Jeux olympiques d'été de Sydney.
- Création du Football Club KooTeePee et de Porin Karhu HT (en) (équipe de hockey).

## Culture

### Sortie de film
- Dancer in the Dark
- Les Instables
- Sept Chants de la toundra

## Création
- Anima Vitae (en)
- Bolt Arena
- Crisis Management Initiative (en)
- Environment Online (en)
- Lumooja (en)
- Myyrmäen jalkapallostadion
- Olo n:o 22

## Dissolution
- Pahkasika (en)

## Naissance
- Isac Elliot, chanteur.
- Jesperi Kotkaniemi, joueur de hockey sur glace.

## Décès
- Kaarle Pekkala (fi), tireur sportif.
- Sinikka Linkomies-Pohjala (fi), personnalité politique.
- Vilho Ylönen, biathlète.